# Flying
 Flying (englisch für: Fliegen) ist ein Instrumentallied der britischen Band The Beatles, das 1967 auf der Doppel-EP Magical Mystery Tour veröffentlicht wurde. Komponiert wurde es von John Lennon, Paul McCartney, George Harrison und Ringo Starr und veröffentlicht unter der Autorenangabe Harrison/Lennon/McCartney/Starkey.

## Hintergrund
Flying beruht auf den musikalischen Ideen von Paul McCartney, John Lennon, Ringo Starr und George Harrison und ist somit die erste veröffentlichte offizielle Gemeinschaftskomposition aller vier Beatles. Das Instrumentallied hieß ursprünglich Aerial Tour Instrumental. Nach Cry for a Shadow war es das zweite Instrumentallied der Beatles, das veröffentlicht wurde. Das im November 1965 aufgenommene Lied 12-Bar Original erschien erst im März 1996 auf dem Kompilationsalbum Anthology 2.
Flying wurde für den Film Magical Mystery Tour in der Szene verwendet, wo die farblich verfremdete Küste von Island gezeigt wird.

## Aufnahme

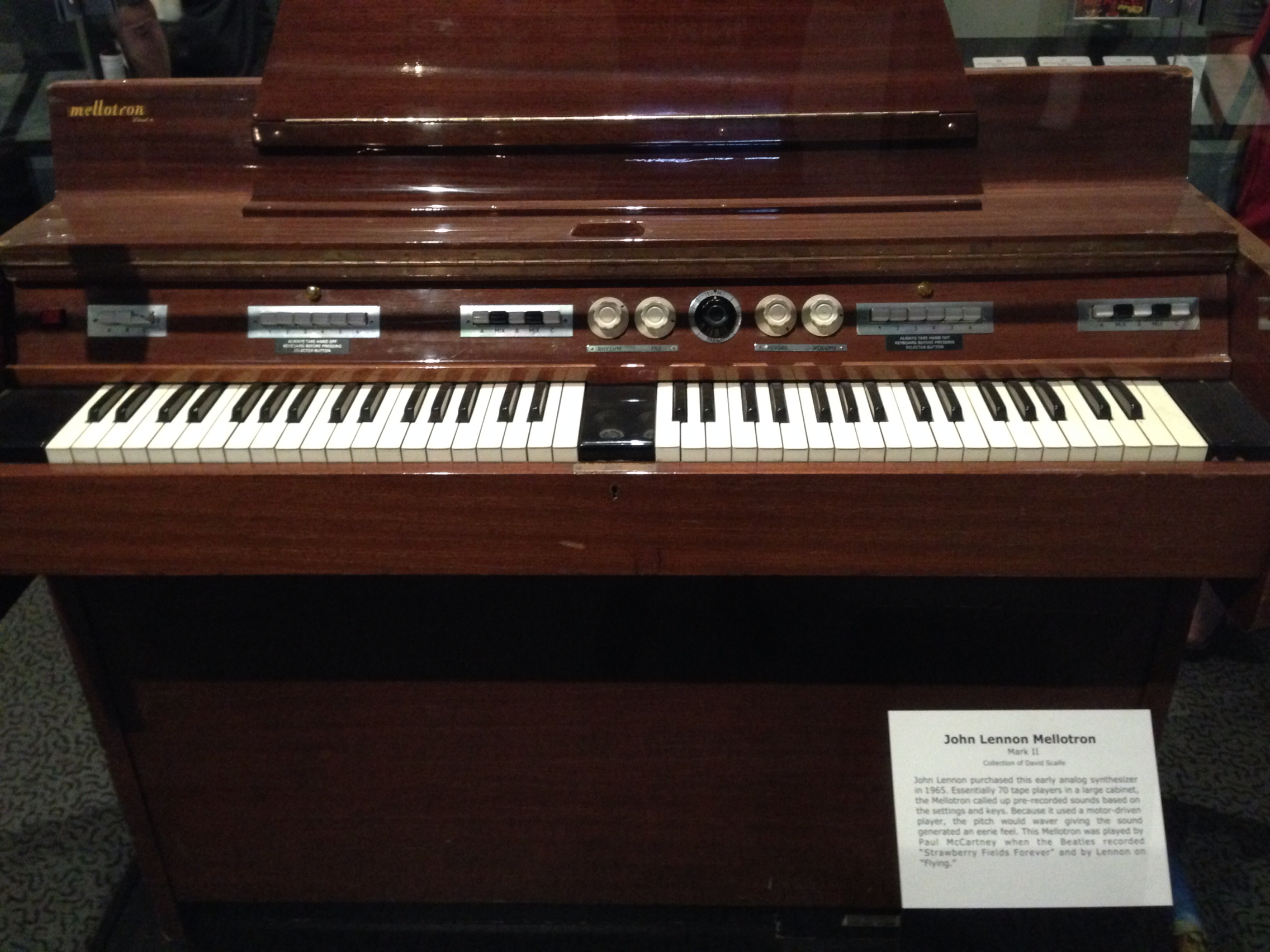
Mellotron, das John Lennon spielte

Flying wurde am 8. September 1967 in den Londoner Abbey Road Studios (Studio 3) mit dem Produzenten George Martin eingespielt. Geoff Emerick war der Toningenieur der Aufnahmen. Die Band nahm insgesamt sechs Takes auf, wobei der 6. Take für die finale Version verwendet wurde. Die Aufnahmesession dauerte zwischen 19 und 2:45 Uhr.
Am 28. September 1967 wurden im Studio 2 weitere Overdubs eingespielt: Mellotron von John Lennon und Gitarre von George Harrison und Rhythmusinstrumente von Ringo Starr. Weitere Tape-Loops und Effekte wurden noch von Lennon und Starr beigesteuert. Ken Scott war bei den Aufnahmen am 28. September der Toningenieur. Die ursprüngliche Länge des Liedes war 9 Minuten 26 Sekunden und wurde auf 2 Minuten 16 Sekunden gekürzt. Die Aufnahmesession dauerte zwischen 19 und 3 Uhr.
Die Abmischung von Flying erfolgte am selben Tag, am 29. September 1967, in Mono. Am 7. November 1967 erfolgte eine Abmischung in Stereo.
Besetzung:
- John Lennon: Orgel, Mellotron, Chorgesang
- Paul McCartney: Bass, Chorgesang
- George Harrison: Leadgitarre, Chorgesang
- Ringo Starr: Schlagzeug, Maracas, Chorgesang

## Veröffentlichung
- Am 27. November 1967 erschien in den USA Flying erstmals auf einer Langspielplatte, dem Kompilationsalbum Magical Mystery Tour. Das Album wurde am 16. September 1971 in Deutschland und am 19. November 1976 in Großbritannien veröffentlicht.
- In Großbritannien und Deutschland wurde Flying am 8. Dezember 1967 auf der Doppel-EP Magical Mystery Tour veröffentlicht.

## Coverversionen
- Herbie Mann – Stone Flute[1]
- The Residents – The Beatles Play The Residents And The Residents Play The Beatles[2]
- Shockabilly – Vietnam[3]